# 沃利金斯基
沃利金斯基（羅馬化：Volʹginskiy）是俄罗斯弗拉基米尔州的市级镇，属佩图什基区，位于克利亚济马河支流沃利加河（Вольга）畔，在区行政中心佩图什基西偏北方。
该地2021年人口有5,875人；2010年人口6,089；2002年人口6,295；1989年人口6,104。